# フクヤ (京都府)

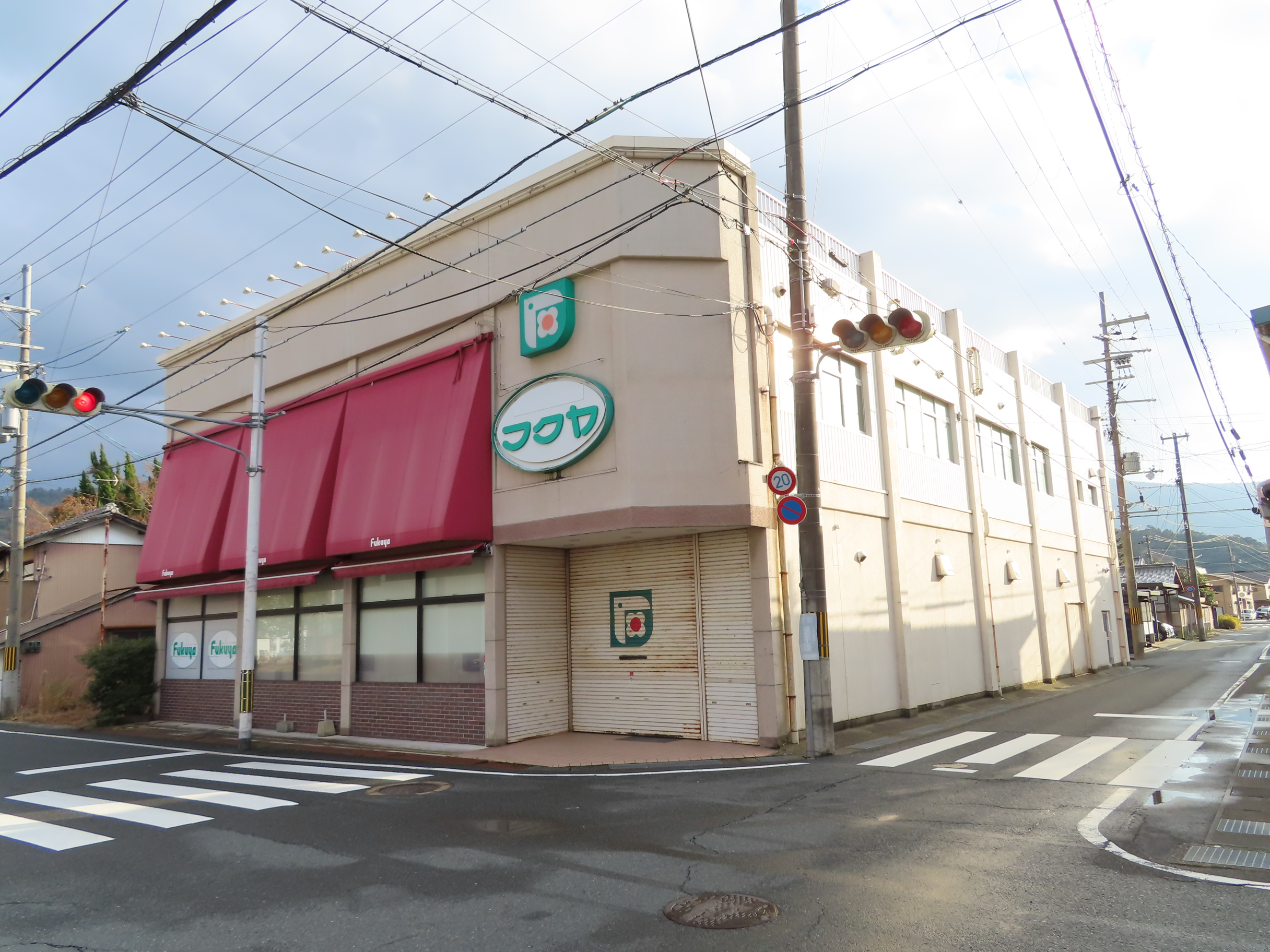
宮津市にある本社（2023年1月）

株式会社フクヤは、京都府宮津市に本社を置き、舞鶴市に本部を置く企業（株式会社）。同名のスーパーマーケットを展開する事業などを行っている。
主な営業圏は京都府丹後地方であり、商圏人口は約26万人とされる。舞鶴市に5店舗、宮津市に1店舗、与謝郡与謝野町に1店舗、福井県大飯郡高浜町に1店舗の計8店舗を保有している。資本金は1200万円で、売り上げ高は2020年7月期で約58億円である。
2020年（令和2年）10月21日付で、クスリのアオキホールディングスが株式の94.8%を取得し、フクヤはクスリのアオキホールディングスの連結子会社となった。

## 沿革
- 1919年（大正8年） - 創業[2]。
- 1952年（昭和27年） - 「株式会社フクヤ」として設立[2]。
- 2006年（平成18年） - 福井県大飯郡高浜町に初の府外店舗となる高浜店を開店。
- 2014年（平成26年）4月：移動スーパー「とくし丸」を開始[3]。京都府北部と福井県高浜町で販売を行う。
- 2020年（令和2年）10月 - クスリのアオキホールディングスの連結子会社となった。

## 店舗

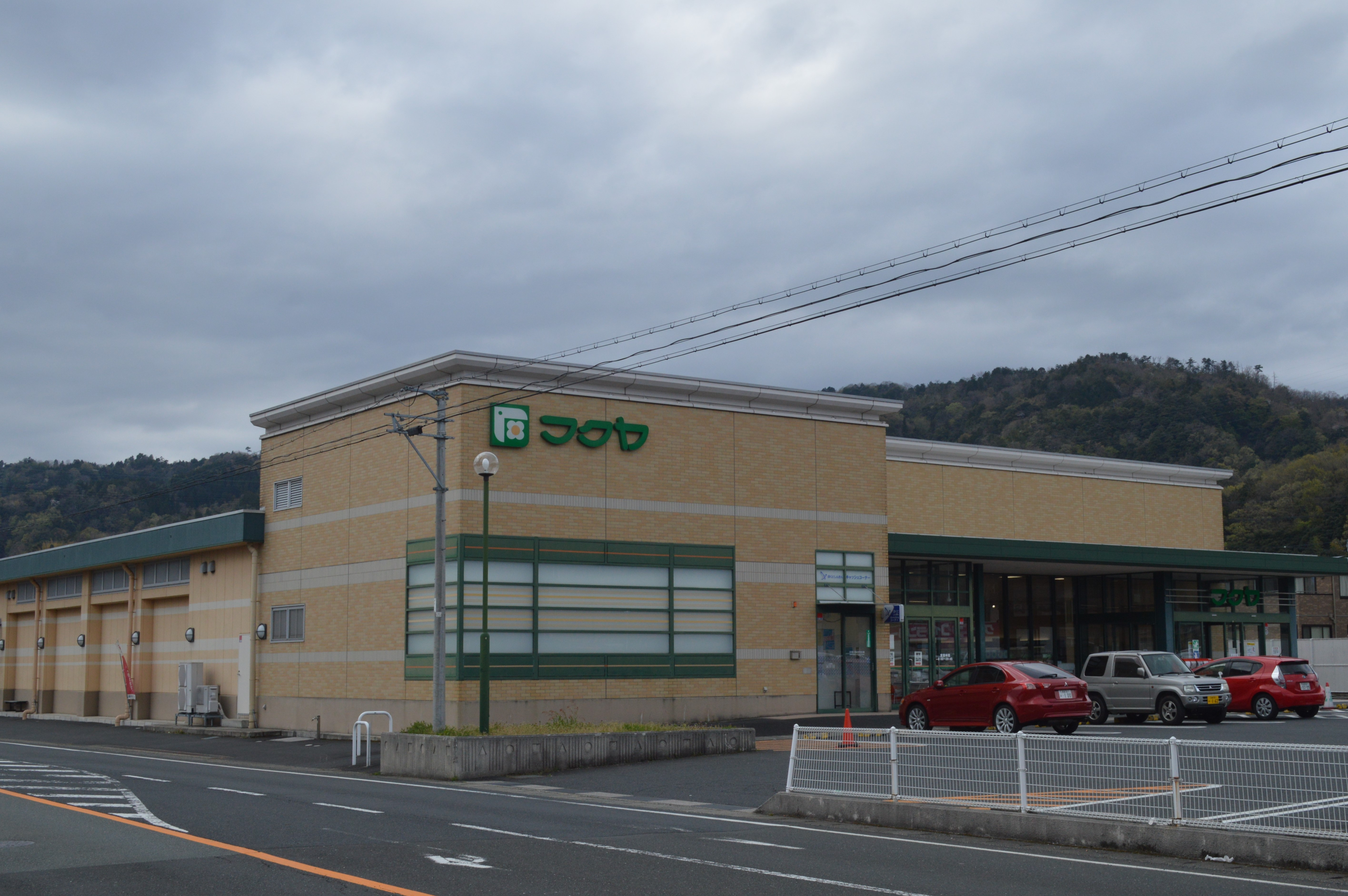
男山店

### 舞鶴市
- 白鳥店 (開店日不明 - 2021年2月24日閉店)
  - 2024年現在は閉店し、クスリのアオキ白鳥店が2021年9月15日に開店した[4]。

- 東舞鶴店 (開店日不明 - 2021年9月14日閉店[5])
  - 2024年現在は閉店し、クスリのアオキ東舞鶴店が2022年2月23日に開店した。

- こうじや店 (開店日不明 - 2021年2月28日閉店)
  - 2024年現在は閉店し、クスリのアオキこうじや店が2021年6月23日に開店した。
- 西舞鶴店 (開店日不明 - 2021年閉店)
  - 2024年現在は閉店し、クスリのアオキ西舞鶴店が2021年10月27日に開店した。
- 中舞鶴店 (開店日不明 - 2021年11月28日閉店)
  - 2024年現在は閉店し、クスリのアオキ中舞鶴店が2022年1月26日に開店した。

### 宮津市
- 宮村店 (2021年1月17日閉店)
  - 2024年現在は閉店し、クスリのアオキ宮村店が2021年2月24日に開店した。

### 与謝野町
- 男山店 (2021年5月30日閉店)
  - 2024年現在は閉店し、クスリのアオキ男山店が2022年6月1日開店した。

### 福井県高浜町
- 高浜店 (2021年1月31日閉店)
  - 2024年現在は閉店し、クスリのアオキ高浜店が2021年6月23日開店した。